# Parapercis lata
Parapercis lata és una espècie de peix de la família dels pingüipèdids i de l'ordre dels perciformes.

## Descripció
- El mascle fa 21,2 cm de llargària màxima[2] i la femella 14,3.
- Cos allargat, blanquinós i amb 8 franges fosques i estretes.
- Boca lleugerament obliqua i amb la mandíbula inferior sortint.
- 5 espines i 21 radis tous a l'aleta dorsal i 1 espina i 17 radis tous a l'anal.
- La tercera o quarta espina de l'aleta dorsal és la més llarga del conjunt.
- 30 vèrtebres.
- Al voltant de 15 escates predorsals. Escates petites i cicloides a les galtes (les de la resta del cos són ctenoides).
- Aleta caudal lleugerament arrodonida.[3]

## Reproducció
Hom creu que és hermafrodita.

## Hàbitat i distribució geogràfica
És un peix marí, demersal (entre 6 i 55 m de fondària) i de clima tropical, el qual viu al Pacífic oriental central: és un endemisme dels fons sorrencs de les llacunes i esculls de Kiribati.

## Observacions
És inofensiu per als humans.